# Szószerkezet
A szószerkezet (más néven szintagma) a nyelvi elemek egyik szintje. A nyelv több szempontból elemek rendszerét alkotja. Ilyen szempontok a funkció, az alaktani viselkedés, a jelentés stb.  Ez az elemrendszer hierarchikus felépítésű, tehát az alacsonyabb szinten lévő nyelvi elemekből magasabb szinten elhelyezkedő nyelvi elemek alkothatók.  A hierarchiában a következő szinteket különböztetjük meg: fonéma, morféma, szó (lexéma), szintagma, mondat. Az azonos elemek pedig nyelvi szintet alkotnak. Egy ilyen szint a szószerkezetek, a szintagmák szintje.  A szószerkezet valamilyen nyelvtani eszközzel megszerkesztett szócsoport.

## Szókapcsolatok
Szókapcsolatoknak a mondatban előforduló szavak kapcsolatait nevezzük. A szavak összeilleszthetők grammatikai szabályok alapján, vagy logikai, modális, pragmatikai jelentésük alapján, illetve egyszerűen csak a nyelvszokás által is. A grammatikailag nem szerkesztett szókapcsolatokat egyszerű szókapcsolatoknak vagy nem grammatikai szókapcsolatoknak nevezzük. Ilyenek például a névelős főnevek (a könyv).
A morfológiai típusú szószerkezetek szerves szókapcsolatok, amelyek egy alapszófajú, tehát fogalomjelentésű szó és egy nyelvtani viszonyjelentésű viszonyszó (segédige, névutó, külön szóban megjelenő igekötő) kapcsolata, például segíteni fog (segédige), az óra után (névutó), be (igekötő) kell mennie.

## Szintagma
A szintagmát szavak szintaktikai kapcsolata hozza létre. Olyan szavak alkotják, amelyek önálló mondatrészek lehetnek, vagyis fogalomjelölő lexémák. A szintagma minimum két szóból áll, de többől is állhat, ha viszonyszót is tartalmaz (pl. Péter és Pál, a hó alól bújt ki).

### Szintagmák típusai
A tagok között fellépő jelentésviszonyok, a grammatikai viszonyok és a szófaji-alaktani viszonyok alapján megkülönböztetünk a szintagmákon belül két típust: az alárendelő és a mellérendelő szintagmát.

## Alárendelő szintagma
Az alárendelő szintagma tagjai nem egyenértékűek, közöttük alá-fölé rendeltségi, hierarchikus viszony van. Az alárendelő szintagma két tagja: az alaptag és a bővítmény. A bővítmény az alaptag jelentését megszorítja, korlátozza. A mondaton belül a két tag más szinten helyezkedik el: az alaptag a mondatnak egy magasabb szintjén, a bővítmény pedig közvetlenül ennek alárendelve, az eggyel alacsonyabb szinten helyezkedik el.
Az alárendelő szintagma két tagja általában eltérő természetű, eltérő a disztribúciójuk is („az adott nyelvi elem összes lehetséges környezete adott nyelvi szinten”). A szintagma disztribúciója azonban megegyezik az alaptag disztribúciójával.
Az alárendelő szintagmákat kétféleképpen lehet osztályozni. Az egyik mód a bővítmény szerepe szerint osztályoz, vagyis azt nézi, hogyan van alárendelve a bővítmény az alaptagnak. E szerint az osztályozás szerint megkülönböztetünk négyféle alárendelői szintagmát:
- alanyos: János fut, igenévi igével. miniszterelnök vezette (küldöttség)
- tárgyas: könyvet olvas, képet rajzolni
- határozós: boltba megy, nagyon nagy
- jelzős: piros cipő, Jánosnak a könyve

A másik megközelítés pedig az alaptag szófajisága felől történik. Így a következő alárendeléseket különböztetjük meg:
- igei alaptagú: János fut (ige)
- igenévi alaptagú: gyorsan futni (igenév)
- főnévi alaptagú: szép történet (főnév)
- melléknévi alaptagú: nagyon gyors (melléknév)
- névmási alaptagú: valahányadik (névmás) a sorban
- határozószói alaptagú: távol (határozószó) az otthonától

### Viszonyítás az alárendelésen belül
A két tag között a viszonyt az alaptag létesíti. Ennek a jelentése, valamint szerkezete határozza meg a kialakítható szintaktikai viszonyt, amely általában valamilyen morfológiai jelölőelemmel vagy szórenddel jelölődik. A következő szintaktikai viszonyokat különböztetjük meg:
- alanyos: ø rag (János fut)
- tárgyas: -t tárgyrag (levelet ír), de lehet ragtalan is (mosd meg a kezed)
- határozós: valamilyen határozórag (iskolába megy, tanárként dolgozik), de lehet ragtalan is (egy hete elutazott)
- a minőség- és mennyiségjelzős szintagmát sem testes, sem ø rag nem jelöli, hanem a szórend a jelölő (szép film, három könyv), mindig a jelző áll elöl, amelyet a jelzett szó követ
- a birtokos jelzőt a -nak/-nek rag vagy a ø rag jelöli (Jánosnak a könyve, János könyve)

### Egyeztetés az alárendelésen belül
A viszonyítás mellett az egyeztetés kapcsolja még össze az alárendelő szintagma tagjait. Az egyeztetés iránya legtöbbször ellentétes a viszonyításéval. Háromfajta egyeztetést különböztetünk meg:
- Szám- és személybeli egyeztetés: az egyeztetést a bővítmény irányítja, és az alaptagon jelölődik. Ide tartozik az alany + ige (te futsz), a birtokos + birtok (a te házad) és a szerkezeti szintű alany és az igei igenévi alaptag kapcsolata (a miniszterelnök vezette). Az egyeztetés irányítója a bővítmény, tehát az első példában az egyes szám második személyű személyes névmáshoz (te) egyeztetjük a szintén egyes szám második személyű igei személyragot.
- Határozottságbeli egyeztetés: itt is a bővítmény irányítja az egyeztetést, vagyis a tárgy természete (hogy az határozott-e). Az igei alaptagú tárgyas alárendelői szintagmánál határozatlan tárgynál általános ragozást használunk (könyvet ír), határozott tárgynál pedig határozott ragozási sort használunk (a könyvét írja).
- Esetbeli egyeztetés: azonos irányú a viszonyítással, tehát nem a bővítmény irányítja. Mindig együtt jár a számbeli egyeztetéssel. Ide tartozik az értelmező + értelmezett szerkezet (János, a szomszédom; Jánost, a szomszédomat), illetve a mutató névmási kijelölő jelző + kijelölt szerkezet (ez a könyv, ezt a könyvet, ezzel a könyvvel). Az alaptag ragját vagy ø-ját veszi fel a bővítmény is. Ez azt jelenti,hogy ha az értelmezőn vagy a mutató névmáson megjelenik egy rag, az megjelenik az értelmezett szón, illetve a kijelölt szerkezeten is.

### A bővítmények típusai
A bővítménynek két típusát lehet megkülönböztetni. Az egyik a kötött bővítmény vagy más néven vonzat, a másik pedig a szabad bővítmény. A vonzat az a bővítmény, amely az alaptag jelentésszerkezetében benne van, tehát azt a szintaktikai funkciót tölti be, amelyet az alaptagja megkíván. A vonzatot ezek után két típusra oszthatjuk: vannak kötelező és fakultatív vonzatok. A kötelező vonzat csak ellipszis esetén hagyható el. A tárgyas igének például vonzata a tárgyi mondatrész. Kötelező vonzat az alábbi esetben: süteményt készít, mert a készít igét nem használjuk tárgy nélkül; fakultatív vonzat az alábbi esetben: levelet ír, mert az ír ige tárgy nélkül is használható (a füzetébe ír). Az alany és a tárgy mindig vonzat, valamint az alaptag jelentésszerkezetében benne lévő határozó is (pl. a születik igénél vonzat az időhatározó, amikor születik), jelző pedig mennyiséget jelentő főnevek mellett lehet vonzat (két kiló). A szabad bővítmények azok a határozók és jelzők, amelyeknek az alaptagjuk nem kívánja meg szükségszerűen a jelenlétüket.

## A mellérendelő szintagmák
A mellérendelő szintagma szavai között logikai kapcsolat van, a logikai kapcsolatot pedig általában a mellérendelő kötőszó képviseli, de előfordul olyan is, amikor nincsen kapcsolóelem. A szintagma tagjai között nincsen hierarchia, tehát a mondatnak azonos szintjén helyezkednek el. A mellérendelésnél a következő típusokat és altípusokat különböztetjük meg:

### Kapcsolatos mellérendelés
- egyszerű kapcsolatos: Péter és Pál
- nyomósító szerepű szóismétlések: ment, ment
- hozzátoldó kapcsolatos: Péter és Pál is
- ellentétesen hozzátoldó kapcsolatos: nemcsak Péter, hanem Pál is
- fokozó kapcsolatos: okos, sőt intelligens
- összefoglaló, valamint megosztó kapcsolatos: mind a fiúk, mind a lányok; sem a fiúk, sem a lányok

### Ellentétes mellérendelés
- szembeállító ellentétes: ma én, holnap te
- megszorító utótagú ellentétes: kicsi, de erős
- kizáró ellentétes: nem ma, hanem holnap

### Választó mellérendelés
Jellemző kötőszavai: vagy; vagy… vagy…; akár… akár…: vagy ma, vagy holnap

### Következtető utótagú mellérendelés
A következmény az utótagban szerepel. Jellemző kötőszavai: ezért, így, tehát, ennélfogva: humoros, tehát jó fej

### Magyarázó utótagú mellérendelés
A magyarázat az utótagban szerepel. Három típusát különböztetjük meg:
- okadó magyarázó: jó fej, ugyanis humoros
- helyreigazító magyarázó: rágyújtottam, azaz rágyújtottam volna
- kifejtő magyarázó: János, azaz a szomszédom